# La aldea maldita (1942)
La aldea maldita es una nueva versión de 1942 de la película homónima de 1930 de Florián Rey.

## Argumento
Los hechos suceden en el pueblo salmantino de Luján a primeros del siglo XX. Debido a una serie de desgracias climatológicas durante varios años seguidos, el pueblo se encuentra en una situación de pobreza y miseria que obliga a sus habitantes a emigrar a la ciudad en busca de un trabajo que mitigue sus problemas; Juan, un labrador en buena situación, se ve obligado, junto con sus aparceros y criados a hacer lo mismo, dejando a su mujer e hijo en la aldea; pero su esposa, Acacia, decide marchar también; no con él,  sino por otro camino que la llevará a la prostitución y la degradación; pasado un tiempo Juan vuelve a la aldea y recupera su situación y su riqueza; Acacia también vuelve, pero convertida en una mendiga a la que reconocen los pastores de Juan; éste la va a buscar y la devuelve al hogar después de perdonar sus deslices.

## Sobre la película
La película muestra el aspecto intransigente y machista de la España de la posguerra en todo lo referente a temas tales como la dignidad, el orgullo, la lealtad y la honra. La puesta en escena tiene una gran fuerza pictórica.
En esta versión, debido a la situación político-social de aquellos años, se eliminó al personaje del cacique y con ello las secuencias en las que el protagonista va a la cárcel dejando a su esposa en la más ruin de las miserias. Al desaparecer el personaje del cacique no se explica en esta nueva versión la actitud de la esposa que abandona a su esposo y a su hijo para irse en pos de la aventura cayendo en la más radical de las degradaciones que en aquella sociedad era la prostitución.
La aldea maldita fue además la primera película en la que colaboró Emilio Ruiz del Río, un técnico español de efectos especiales que años más tarde se haría célebre por películas como Operación Ogro (en España) o Dune (en Estados Unidos).
En 2003 se publicó el guion de la película de la mano de Agustín Sánchez Vidal, José María Pemán Martínez y Amaya Rasche Castillo.

## Premios
- Festival de cine de Venecia para Florián Rey en su primera edición.